# Museu de Cluny

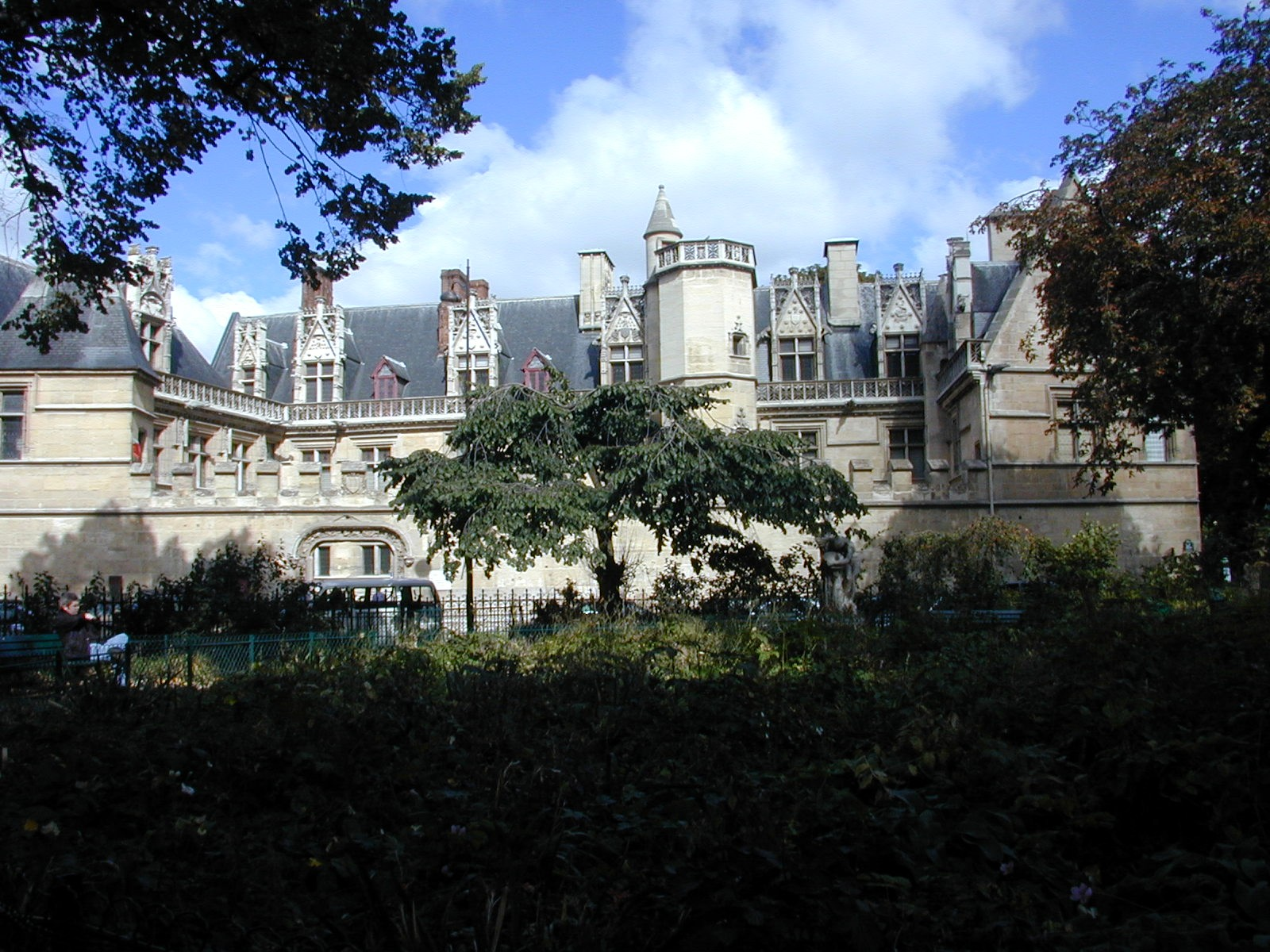
O Museu de Cluny

O Museu de Cluny (em francês:  Musée de Cluny), oficialmente chamado de Museu Nacional da Idade Média (em francês: Musée National du Moyen-Âge), é um museu de Paris dedicado à preservação de um rico acervo de arte medieval.
O museu está instalado em dois edifícios históricos adjacentes: as Termas Galo-Romanas (séculos I-III d.C.) e a ala residencial dos monges de Cluny (século XV), chamada de Hôtel de Cluny. Sua coleção vem sendo reunida desde a formação do núcleo original de peças pertencentes ao colecionador Alexandre du Sommerard, que por algum tempo residiu no local. Desde sua fundação como museu em 1843 a coleção vem sendo ampliada, e hoje é capaz de formar um panorama abrangente de arte e história desde a Gália Romana até o século XVI.

## História
No início do século XIII a Universidade de Paris se transferiu para a região que mais tarde se tornaria o Quartier Latin. Como era hábito, a universidade era a um tempo centro de estudo e moradia. O colégio foi erguido na segunda metade do século XIII onde hoje é a Sorbona, e já não existe mais, e a parte residencial foi levantada a partir de 1334, incorporando o frigidário das antigas Termas Galo-Romanas. Foi reconstruído no século XV pelo abade de Cluny, Jacques d'Amboise, numa combinação de elementos góticos e renascentistas, criando um pátio cercado de muros e duas alas de aposentos, de dois andares. 
Em anos posteriores o edifício serviu para várias finalidades, e entre seus ocupantes estiveram Maria Tudor e o Cardeal Mazzarino, sendo confiscado pelo estado em 1793. Alexandre de Sommerard se mudou para lá em 1833 e instalou sua grande coleção de peças medievais e renascentistas, que constituíram o núcleo inicial do museu. Falecendo em 1842, sua coleção foi adquirida pelo estado e seu filho foi indicado curador, sendo aberta ao público no ano seguinte. A configuração do interior ainda é a mesma da época de sua construção, e o conjunto é um dos mais significativos exemplos de arquitetura do fim da Idade Média em Paris.

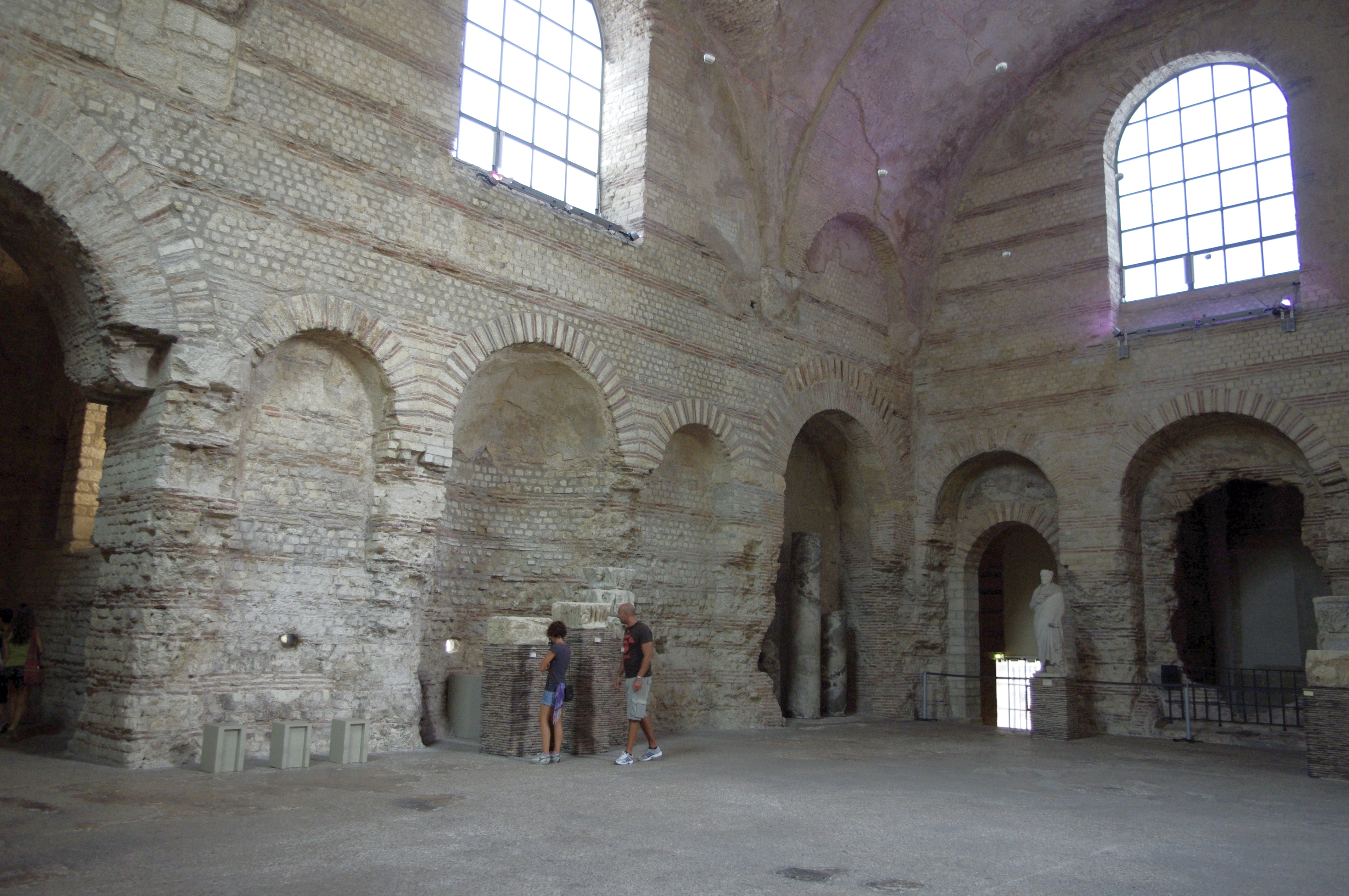
O frigidário das Termas Galo-Romanas, um dos trechos mais bem preservados dessas ruínas.

As Termas Galo-Romanas são um dos mais importantes sítios arqueológicos romanos em solo francês, remanescentes de um tempo em que Paris, a antiga Lutécia, se desenvolvia em uma grande cidade, com imponentes monumentos e villas aristocráticas. Parte do edifício está em um estado bastante razoável de conservação em virtude de seu uso continuado ao longo de toda a Idade Média, servindo a diferentes usos após sua desativação como casa de banhos. Divide-se em três espaços principais: O antigo frigidário (anexado ao Hôtel), uma calda e um caldário, estes últimos em estado de ruína parcial, mantendo ainda as paredes e fragmentos decorativos como mosaicos.
Os espaços do Hôtel e das Termas estão integrados num percurso museal unificado, com cerca de 20 salas de exposição. O complexo é completado por um jardim de 5 mil m² que recria em uma interpretação livre o espírito dos jardins medievais.

## A coleção
O acervo do Museu de Cluny está dividido nos seguintes departamentos:
- Antiguidade e início da Idade Média, com peças que atestam o processo de romanização da Gália e outras dos povos bárbaros invasores de períodos mais tardios, com joias, elementos de cantaria e esculturas, placas de marfim esculpido, e peças litúrgicas. Muitos itens são originários de regiões distantes como o Egito, Ásia Menor, Império Bizantino e Espanha, registrando o intenso intercâmbio cultural e comercial entre a Gália e outras regiões do império romano.

- Mundo Românico, com variedade de peças ilustrando as variadas correntes estilísticas em atuação no período, provenientes de diversas parte das Europa, com tapeçarias, iluminuras, esmaltes, vitrais, estatuária, além de vários capitéis e esculturas resgatados aquando da demolição das abadias de Saint-Germain-des-Prés e de Sainte-Geneviève durante o Império.

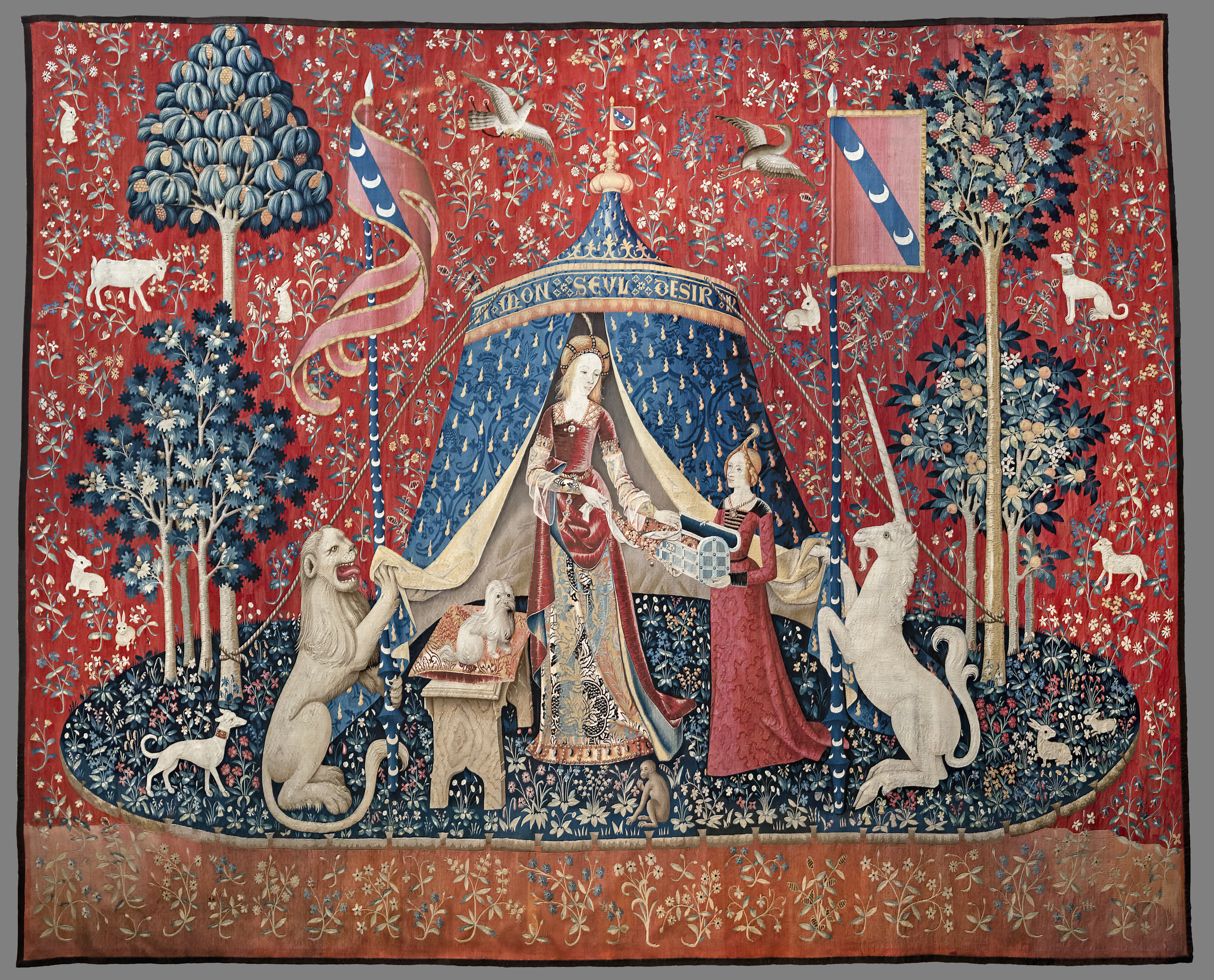
Tapeçaria da série A Dama e o Unicórnio

- Tapeçarias, Tecidos e Bordados, com uma das mais importantes coleções em seu gênero, com obras provenientes do Império Bizantino, Oriente Médio, Egito e Europa. Dentre as peças mais notáveis estão as tapeçarias da série A Dama e o Unicórnio, a Libertação de São Pedro, e a Vida de Santo Estevão.

- Escultura Gótica, com rico acervo de peças que mostram a evolução da arte da escultura na Paris dos séculos XII e XIII, com uma série peças e fragmentos originários de catedrais e outras igrejas, que haviam sido roubadas ou depredadas na Revolução Francesa, e que vêm sendo recuperadas em uma feliz série de coincidências.

- Pinturas, Miniaturas e Vitrais, reunindo itens de técnicas diversas mas que têm a cor como interesse central.

- Marfim e Ourivesaria, com uma das mais ricas coleções de peças em metais e pedras preciosas e esmaltes, com obras-primas como as Coroas de Guazarrar, de Toledo, e o Altar de Bale, proveniente do tesouro da Catedral de Bale, e uma das maiores esculturas em marfim da Madonna hoje existentes.

- Empréstimos, com uma variedade de obras em exposição temporária emprestadas de grandes museus da França, Europa e América.

## Galeria de obras

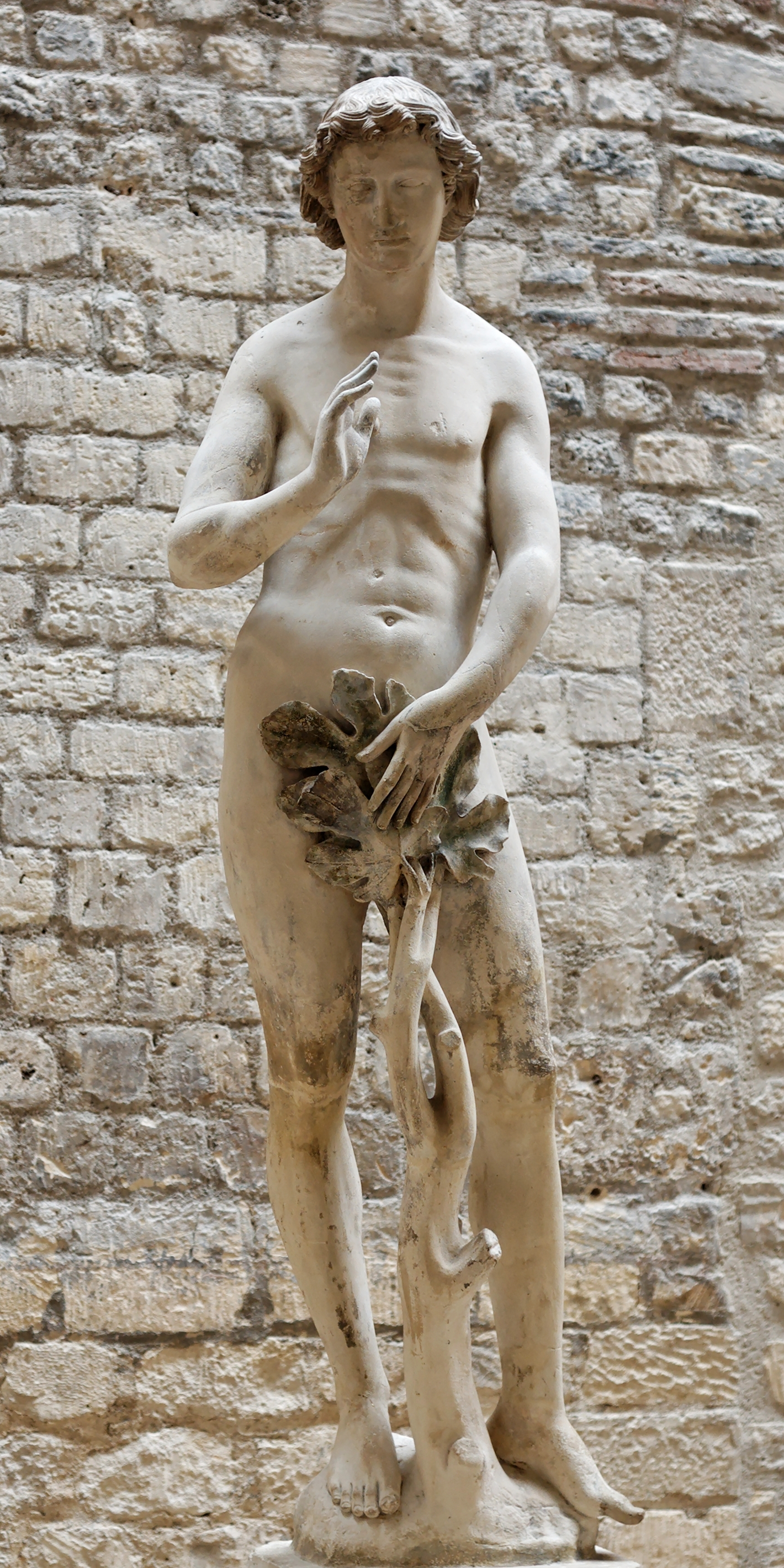
Adão, escultura em pedra proveniente da Catedral de Notre-Dame
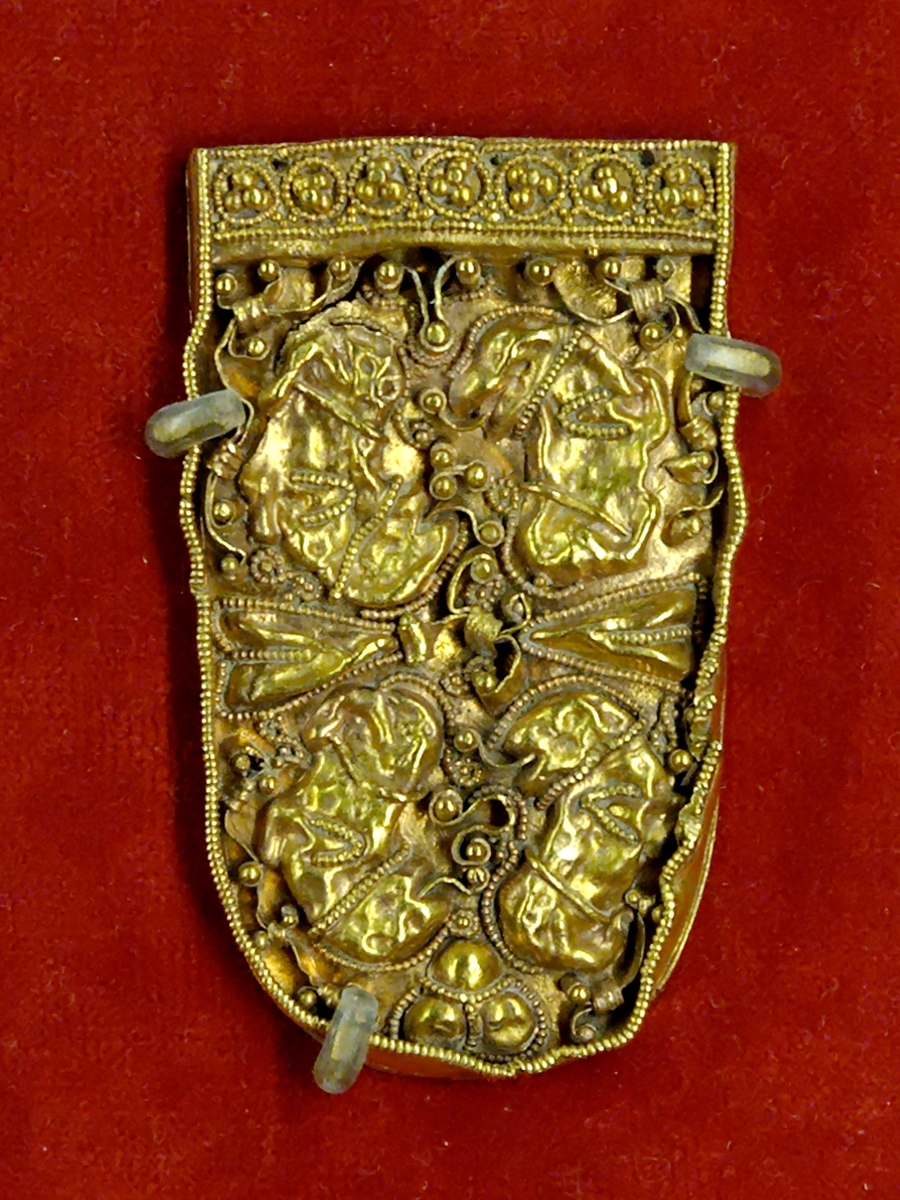
Ourivesaria bizantina
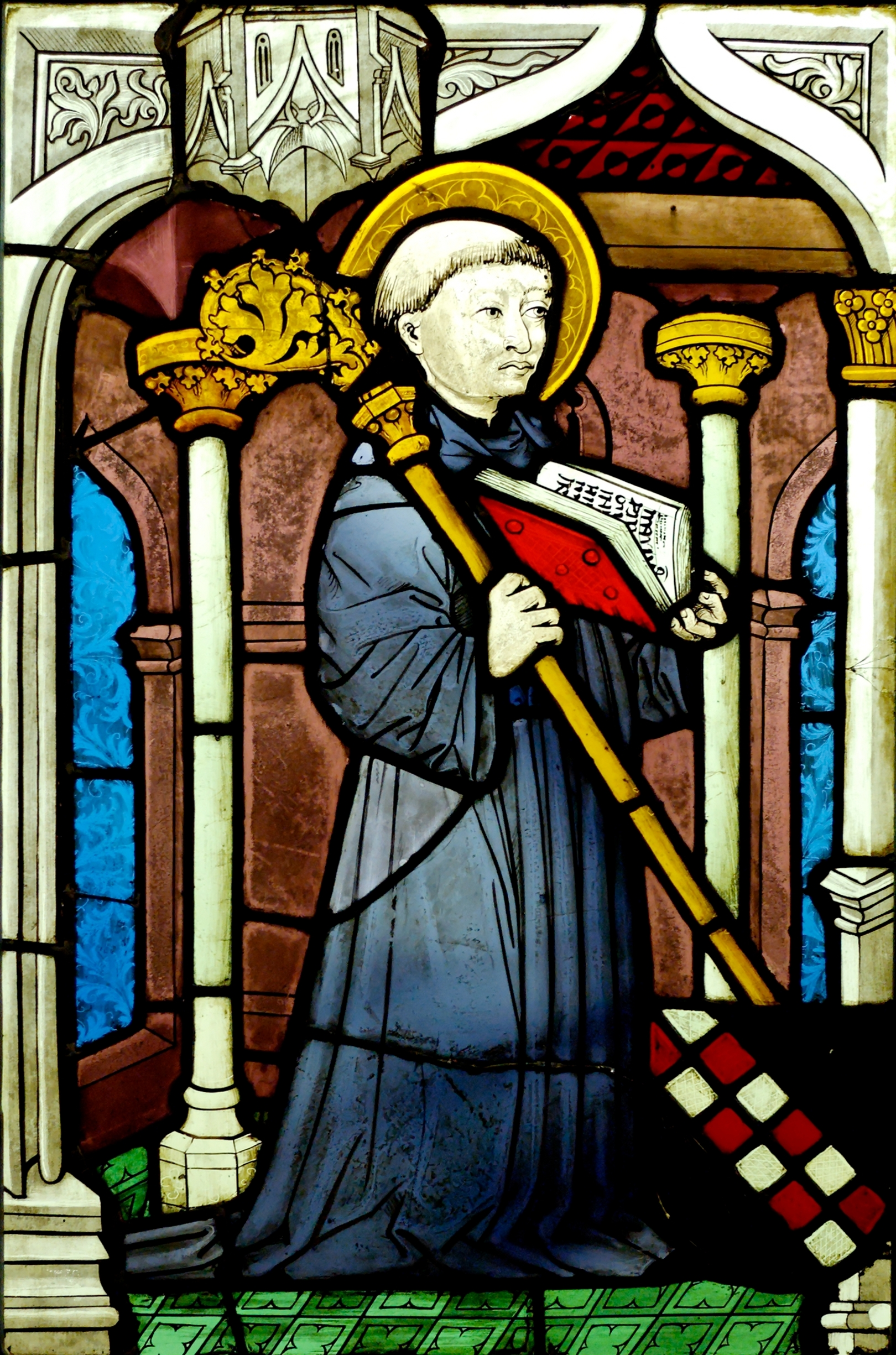
Vitral de São Bernardo, Alemanha, 1450
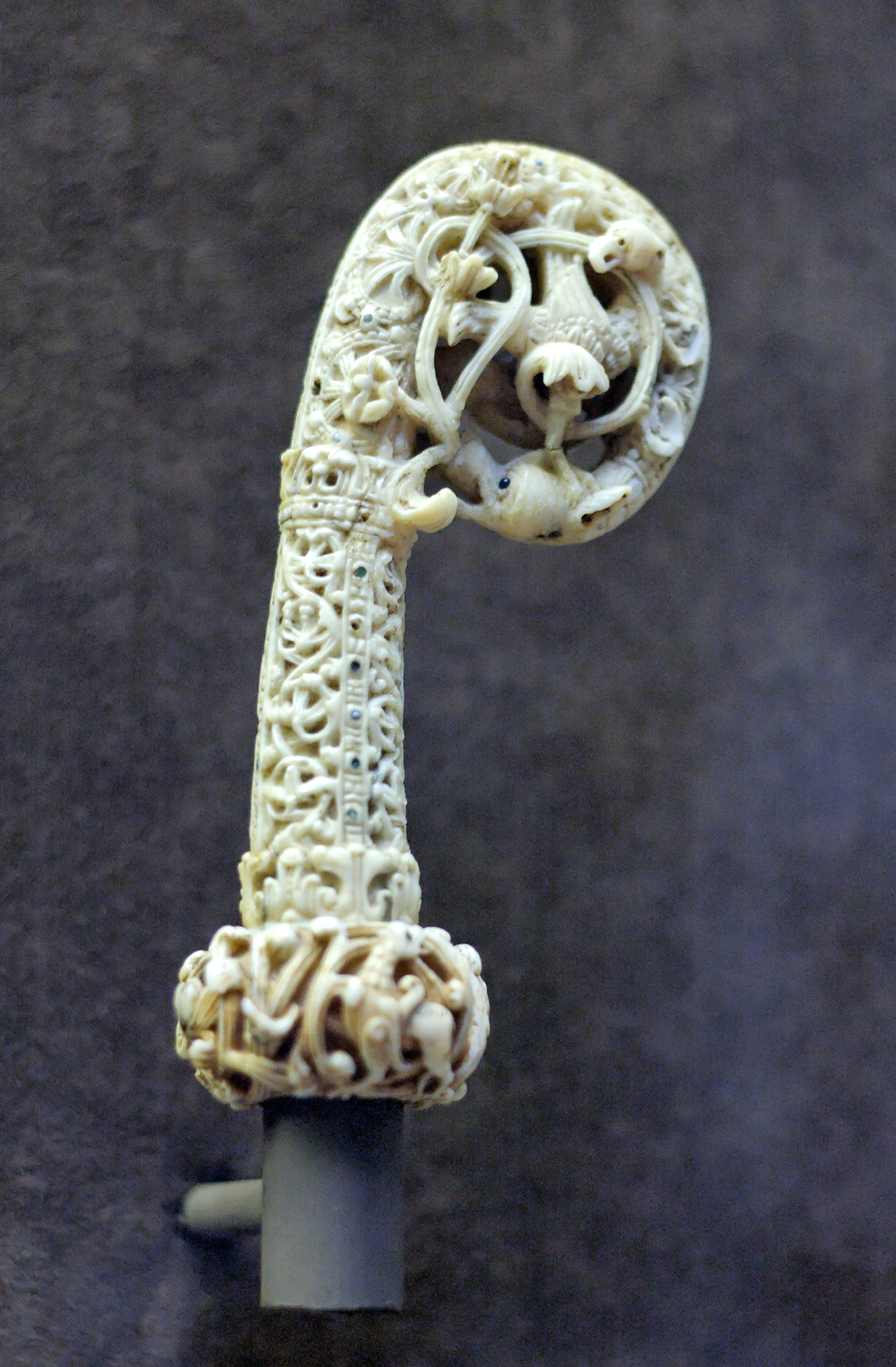
Báculo ingês em marfim, século XII

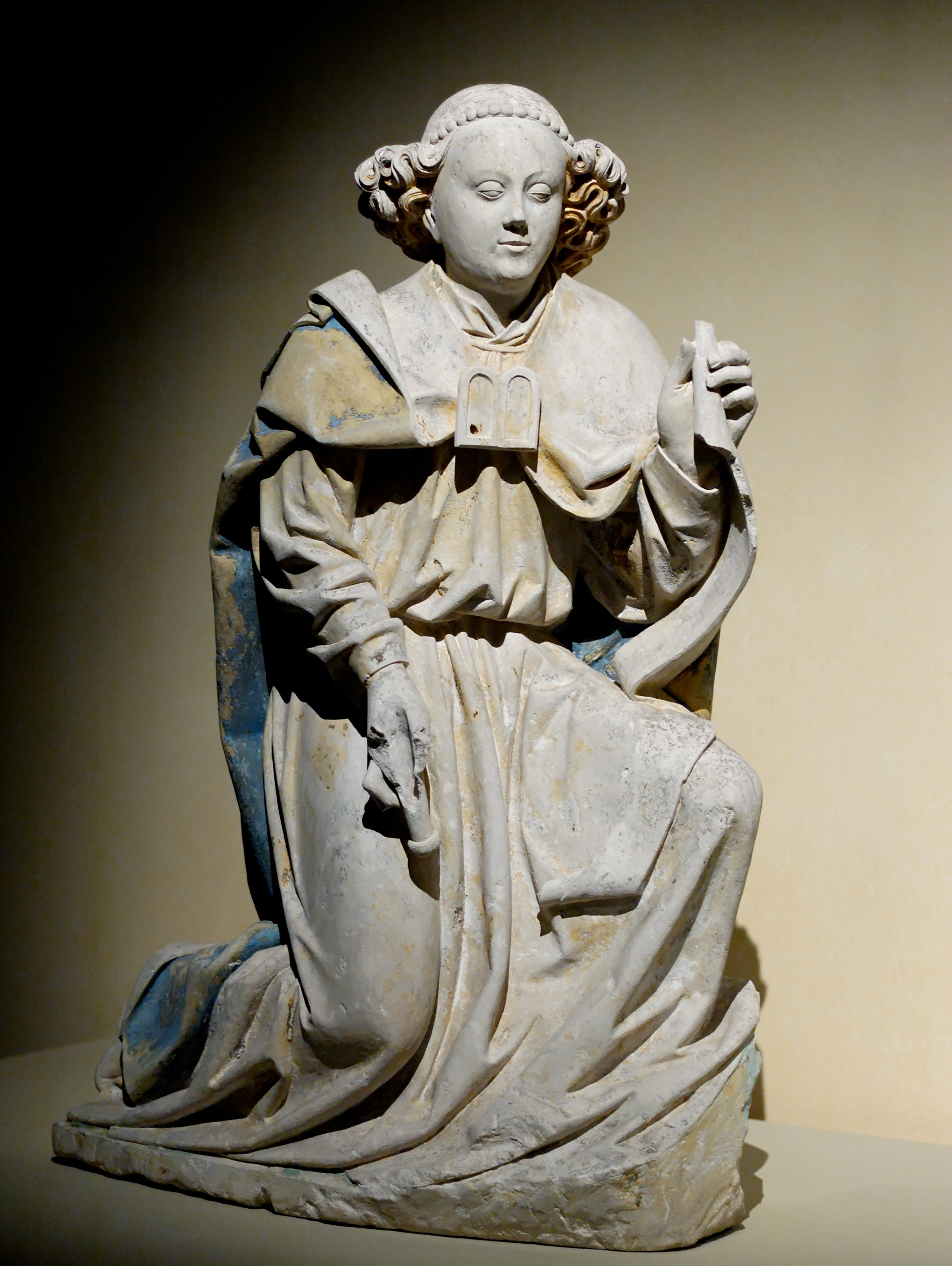
Arcanjo Gabriel, escultura normanda de 1490
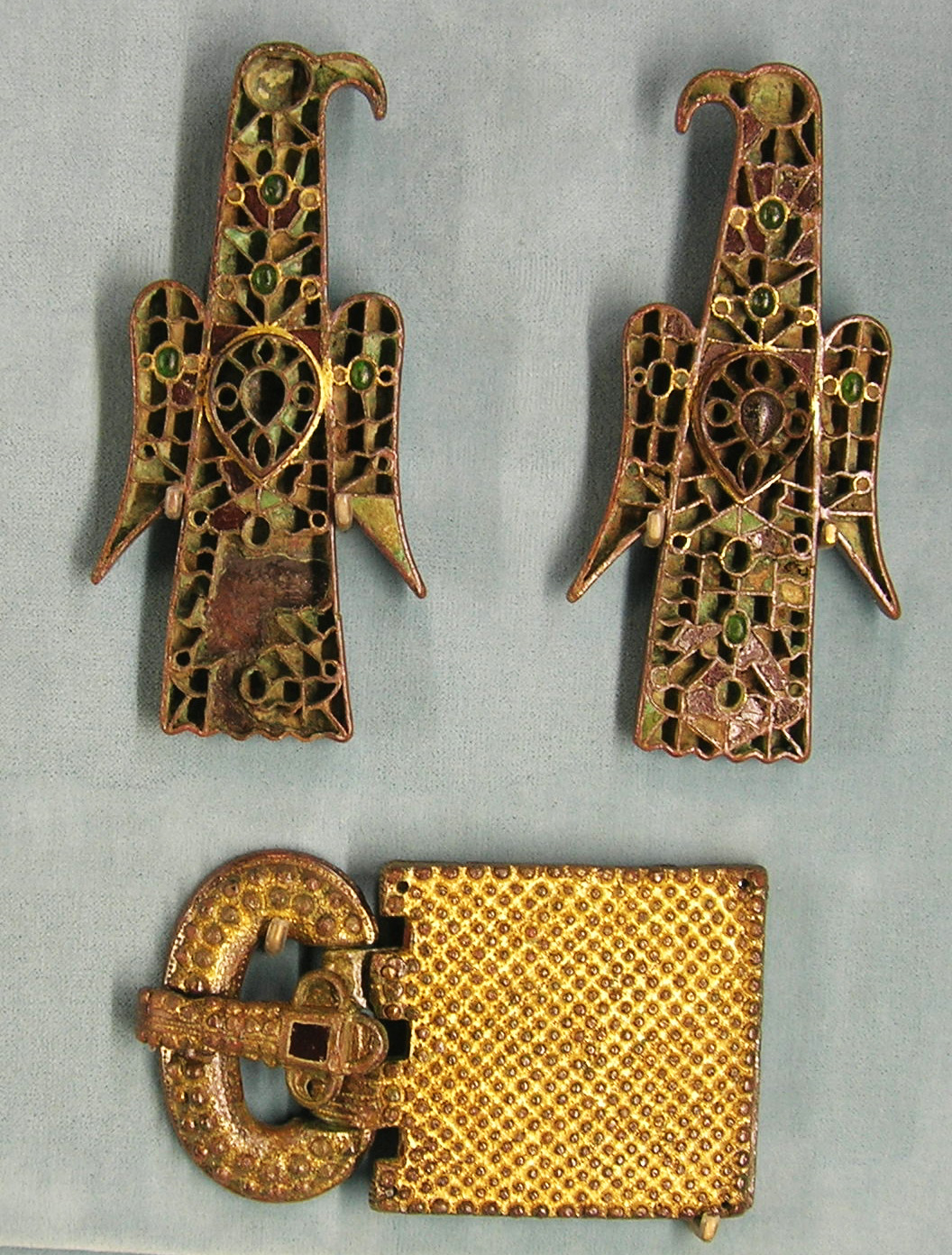
Ourivesaria merovíngia
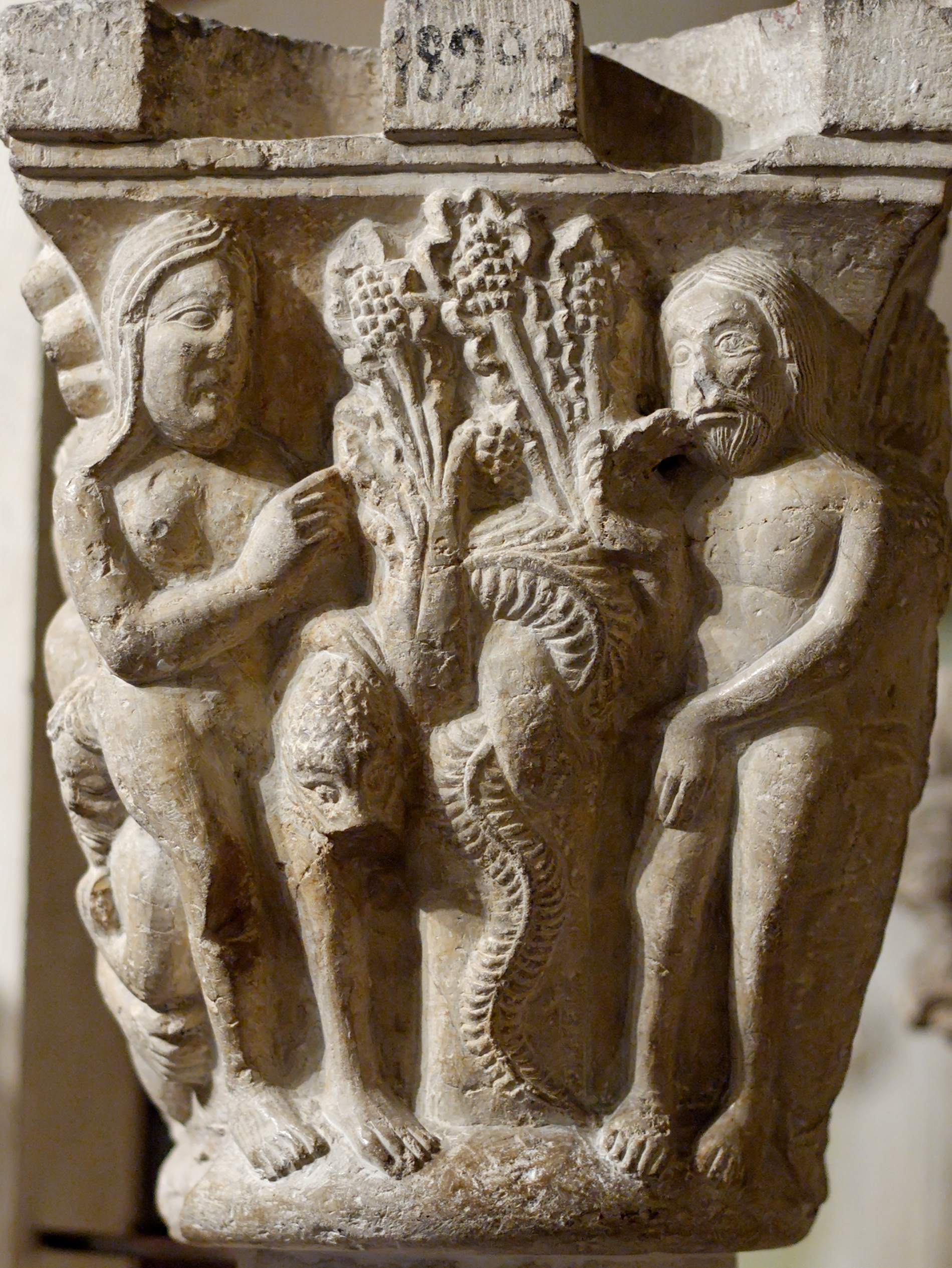
Capitel da Tentação, século XII, Catalunha
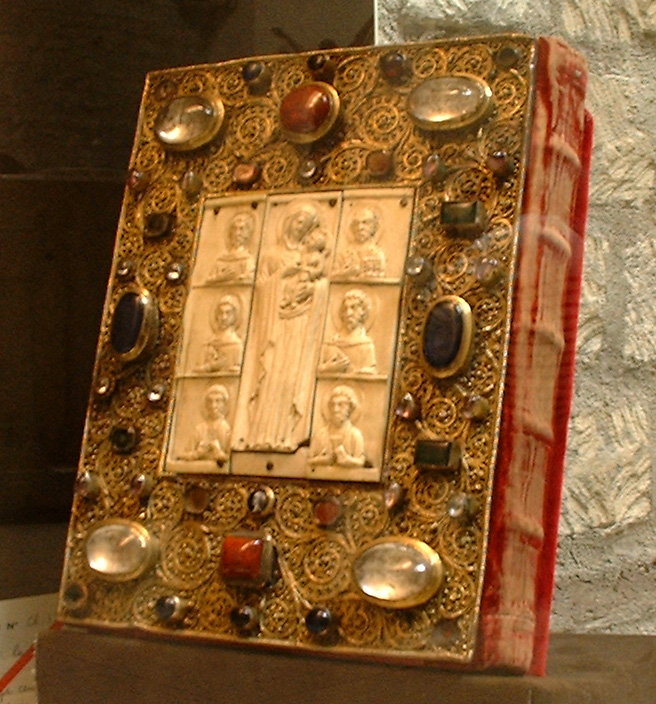
Missal decorado, Alemanha, século XIII